# 松阪市立第一小学校
松阪市立第一小学校（まつさかしりつ だいいちしょうがっこう）は三重県松阪市の市立小学校。

## 歴史
学制発布に伴い1873年（明治6年）7月、大手学校として創立する。大手学校は旧松坂学習館を本校とし、鍛冶町と西町に分校を設置した。正確な時期は不詳ながらその後殿町学校に改称している。松坂城下にはほかに本町学校（1973年〔明治6年〕、正円寺を利用）、日野町学校（1973年〔明治6年〕、弥勒院を利用）、西町学校（1974年〔明治7年〕、花山寺を利用）、新町学校（1974年〔明治7年〕）、中町学校（1975年〔明治8年〕、常念寺を利用）、愛宕町学校（1975年〔明治8年〕、常念寺を利用）、魚町学校（1976年〔明治9年〕2月、教会を利用）、湊町学校（1976年〔明治9年〕3月、三井家下屋敷を利用）が相次いで開校したが、1883年（明治16年）1月にこれらの学校はすべて殿町学校に統合され、同校は松坂学校に改称した。松坂学校は5つの分教場を置いた。1884年（明治17年）1月、仮本校とされた旧殿町学校が焼失、同年11月に現校地に新校舎が完成した。また1886年（明治19年）1月に松坂尋常小学校へ改名、分教場は東西2つに再編された。
1887年（明治20年）5月、松坂尋常小学校に飯高郡・飯野郡の24町村の組合立の飯高飯野郡高等小学校が併設された。飯高飯野郡高等小学校は飯南郡高等小学校、松阪高等小学校と名を変えた後、1908年（明治41年）4月に松坂尋常小学校に統合され、同校は松阪男子尋常高等小学校と松阪女子尋常高等小学校に分離した。両校は翌1909年（明治42年）4月に統合、松阪第一尋常高等小学校となった。同時に校区（学区）見直しが行われ、松阪第二尋常高等小学校を分離した。松阪第一尋常高等小学校には1910年（明治43年）4月に実業補習学校（1923年〔大正12年〕4月に専修実業学校に改称）、1926年（大正15年）7月に青年訓練所が併設された。また1912年（明治45年）4月開校の松阪第三尋常小学校と1925年（大正14年）4月開校の松阪第四尋常小学校は創設時に第一尋常高等小学校を借用していた。
1927年（昭和2年）4月、高等科を松阪第四尋常小学校へ移したため、松坂尋常小学校に校名が戻った。1935年（昭和10年）7月、専修実業学校と青年訓練所が統合して商工青年学校となり、そのまま松坂尋常小学校に併設された。1941年（昭和16年）4月、国民学校令により松阪第一国民学校に改称、1947年（昭和22年）4月、松阪市立第一小学校に改称した。

## 校区
通学区域は以下の通り。
- 魚町
- 中町
- 中町六丁目
- 新座町
- 京町
- 京町一区
- 日野町
- 末広町一・二丁目
- 殿町（一部）
- 本町（一部）
- 湊町（一部）
- 宮町（一部）

## 児童数
2009年5月1日現在の児童数は156人であった。2016年5月1日現在の児童数は9学級187人である。

## 出身者
- あべ静江（歌手、女優）
- 三重ノ海剛司（元大相撲力士）